# Seine Bight
Seine Bight är en bukt i Belize.   Den ligger i distriktet Stann Creek, i den sydöstra delen av landet, 90 km sydost om huvudstaden Belmopan.
Trakten runt Seine Bight består huvudsakligen av våtmarker.